# Старогородка
Старогородка — микрорайон в городе Остёр Черниговской области Украины. Ранее — село в Остёрском районе.

## История
Включает в себя древнейшую часть Остра — Остёрский детинец и территорию его двух окольных городов, пришедшие в запустение после монгольского нашествия.
По состоянию на середину XIX века село насчитывало 50 дворов и 388 жителей. В селе существовала Троицкая православная церковь и две водяные мельницы.
В 1922 году в липовой роще села погиб чувашский поэт Михаил Сеспель, был похоронен в этом же селе.
По состоянию на 1946 год село было центром Старогородского сельского совета Остерского района.
В последующем село было включено в состав города Остёр.